# Kościół Wniebowzięcia Najświętszej Maryi Panny w Radziejowie
Kościół Wniebowzięcia Najświętszej Maryi Panny w Radziejowie (radziejowska fara) – rzymskokatolicki kościół parafialny w Radziejowie, w powiecie radziejowskim, w województwie kujawsko-pomorskim. Należy do dekanatu radziejowskiego. Mieści się przy ulicy Kruszwickiej.

## Historia
Świątynia została zbudowana w 1331 roku z inicjatywy Jana Grota, biskupa krakowskiego. W XVI wieku budowla miała zapewne wieżę z zegarem znajdującym się pod opieką władz miejskich. W 1590 roku wdowa po staroście radziejowskim Janie – Zofia Leszczyńska – ufundowała kaplicę południową znajdującą się przy świątyni. W tym samym czasie budowla przeszła remont (XVI stulecie). Świątynia miała cztery ołtarze. Natomiast wizytacja z 1779 roku zawierała informację, że „wieże kościelne razem z murem odpadły i w gruzy rozwalone zostały”. Z tego źródła można również dowiedzieć się, że w świątyni znajdowała się wtedy podłoga, wykonana z desek, trzy okna od strony południowej, dwa od północnej. W budowli były również dwa pomieszczenia do pogrzebu zmarłych. Naprzeciwko głównego wejścia była umieszczona wolno stojąca drewniana dzwonnica kryta gontem, wyposażona w jeden dzwon. Świątynia wielokrotnie była palona i odbudowywana. Pożary miały miejsce w latach 1493, przed 1528, 1610, 1656 i 1704. W 1720 roku do miasta został sprowadzony zakon pijarów, którzy otrzymali na własność parafię w 1730 roku. Do świątyni zakonnicy dobudowali klasztor, który został spalony w latach: 1732, 1736, 1759 roku. Po kolejnym zniszczeniu radziejowskiej fary przez pożar – w połowie XIX stulecia – została ona odbudowana w latach 1860–1864 (dodano wtedy elementy neogotyckie). Po opuszczeniu Radziejowa przez pijarów, klasztor został rozebrany. W 1913 roku do fary została dobudowana nowa kaplica południowa, a kaplica północna została ozdobiona szczytem w stylu neogotyckim. W 1928 roku dach nad prezbiterium został nieco podwyższony i otrzymał pokrycie w postaci dachówek.

## Architektura
Jest to budowla murowana, zbudowana w stylu gotyckim z cegły palonej. Prezbiterium posiada dwa przęsła i jest zamknięte trójbocznie. Od jego północnej strony mieści się neogotycka zakrystia z przedsionkiem. Nawa jest szersza i wyższa, posiada cztery przęsła, do jej północnej i południowej strony są dostawione kaplice zbudowane w 1913 roku. Do elewacji zachodniej jest dostawiona neogotycka kruchta. W prezbiterium znajduje się neogotyckie, krzyżowe sklepienie z dwoma przęsłami, posiada ono gurty spływające na pilastry przy ścianach. Kaplice w nawie bocznej posiadają podobne sklepienie. Nawa boczna posiada płaski drewniany strop. Łuk tęczowy, arkady kaplic są półkoliste, wejście do zakrystii jest również zamknięte łukiem pełnym. Mury świątyni posiadają skarpy. Od strony wschodniej prezbiterium mieści się blenda zamknięta łukiem w ośli grzbiet. Cokół świątyni jest ceglany, oddzielony uskokiem na zewnątrz. Na północnej elewacji nawy można zobaczyć licznie przemurowania, ślady wejść oraz sklepień po nieistniejącym już klasztorze pijarów. W górnej części elewacji świątyni mieszczą się niskie głęboko rozglifione okna z ostrymi łukami oraz blendy. Na elewacji zachodniej nad kruchtą są usytuowane dwie blendy zakończone półkoliście. Szczyty nawy posiadają zwieńczenie w stylu neogotyckim, wybudowane w latach 1860-1864.. Dachy są kształtu siodłowego i przykryte są dachówką nad prezbiterium i kaplicami.

## Wyposażenie
Główne elementy wyposażenia świątyni pochodzą z XIX stulecia i charakteryzują się stylem neogotyckim, niemniej jednak zachowało się część starszego wyposażenia. W lewym ołtarzu bocznym można zobaczyć płaskorzeźbę patronki fary – Matki Bożej Szkaplerznej z przełomu XVIII i XIX stulecia, w ołtarzu kaplicy północnej – rzeźby św. Stanisława i Sebastiana z XVIII stulecia, a w kaplicy południowej – krucyfiks z XVI stulecia. Ze sprzętu liturgicznego zachowała się późnogotycka monstrancja w kształcie wieżyczkowym z XVI stulecia, która posiada barokową puszkę, popiersie Boga Ojca, gołębicę oraz figurki świętych Piotra, biskupa Stanisława, Łukasza i Mateusza z XVII stulecia, jednakże jej stopa pochodzi już z XIX stulecia.